# Парничный
Парничный  — хутор в Хохольском районе Воронежской области России. Входит в состав Кочетовского сельского поселения.

## География
Хутор находится в северо-западной части Воронежской области, в лесостепной зоне, в пределах Среднерусской возвышенности, к западу от реки Дон, на расстоянии примерно 18 километров (по прямой) к югу от посёлка городского типа Хохольский, административного центра района. Абсолютная высота — 212 метров над уровнем моря.
Часовой пояс
Хутор Парничный, как и вся Воронежская область, находится в часовой зоне МСК (московское время). Смещение применяемого времени относительно UTC составляет +3:00.

## Население
| 2010 |
| ---- |
| 36   |

Гендерный состав
По данным Всероссийской переписи населения 2010 года в гендерной структуре населения мужчины составляли 38,9 %, женщины — соответственно 61,1 %.
Национальный состав
Согласно результатам переписи 2002 года, в национальной структуре населения русские составляли 100 %.

## Улицы
Уличная сеть хутора состоит из двух улиц (ул. Кукуева и ул. Садовая).